# 송학초등학교 (충남)
송학초등학교는 대한민국 충청남도 보령시에 있는 공립 초등학교이다.

## 학교 연혁
- 1938년 7월 14일: 주포신성공립심상소학교 송학간이학교 인가
- 1944년 4월 1일: 주포신성국민학교 송학분교장 인가
- 1949년 9월 30일: 송학국민학교 개교

## 참고 자료
- 송학초등학교 - 한국교육학술정보원 학교알리미